# Gelbe Skabiose
Die Gelbe Skabiose oder Gelb-Skabiose (Scabiosa ochroleuca) ist eine Pflanzenart aus der Gattung der Skabiosen (Scabiosa).

## Beschreibung

### Vegetative Merkmale
Die Gelbe Skabiose ist eine zwei- bis mehrjährige, krautige Pflanze, die Wuchshöhen von 20 bis 60 Zentimetern erreicht. Der Stängel ist meist verzweigt und oft stark behaart.
Die Grundblätter sind meist einfach fiederschnittig mit einem eilanzettlichen Endblättchen, unterseits an den Nerven behaart. Die gegenständigen, mittleren Stängelblätter sind einfach bis doppelt fiederschnittig, kurz kraus behaart, ihre seitlichen Zipfel sind 0,5 bis 2 mm breit. Die Endzipfel sind kaum breiter als die Seitenzipfel.

### Generative Merkmale
Der köpfchenförmige Blütenstand weist einen Durchmesser von 1,5 bis 3,5 Zentimetern auf und ist von Hochblättern umgeben. Der Köpfchenboden besitzt Spreublätter. Die Blüten sind zwittrig, proterandrisch, mit Außenkelch. Die randständigen Blüten sind strahlend. Der Kelch hat fünf auffallende fuchsrote (später bräunliche) Kelchborsten, die 2–3 mal so lang wie der Saum des Außenkelchs sind. Die blass- bis hellgelbe, verwachsenblättrige Krone ist fünfspaltig. Es sind meist vier Staubblätter und ein Griffel vorhanden. Der Fruchtknoten ist unterständig.
Die Gelbe Skabiose blüht von Juli bis November und fruchtet von Juli bis Dezember. Die Frucht ist eine Nuss (Achäne).
Die Chromosomenzahl ist 2n = 16.

## Ökologie
Bei der Gelben Skabiose handelt es sich um einen skleromorphen Hemikryptophyten.
Die Bestäubung erfolgt vor allem durch Bienen, Hummeln und Schwebfliegen, aber in geringerem Maße auch durch andere Insekten.
Die Ausbreitung der Diasporen erfolgt durch den Wind (Anemochorie).

## Vorkommen
Das ursprüngliche Verbreitungsgebiet der Gelben Skabiose erstreckt sich von Deutschland bis zur Mongolei. U. a. in Großbritannien und Frankreich ist sie ein Neophyt. In Europa und Nordafrika umfasst ihr Verbreitungsgebiet die Länder Algerien, Spanien, Deutschland, Österreich, Tschechien, Slowakei, Ungarn, Serbien, Kroatien, Slowenien, Bulgarien, Rumänien, Albanien, Moldawien, Griechenland, Polen, Lettland, Litauen, Estland, Russland, Belarus, Ukraine, Georgien, Aserbaidschan, der Kaukasusraum, die europäische und asiatische Türkei.
In Deutschland tritt die Gelbe Skabiose im östlichen Mittelgebirge und im östlichen Bereich des norddeutschen Flachlands auf. Sie gilt in Deutschland als gefährdet. In Österreich kommt sie im Westen nicht vor, im pannonischen Gebiet ist sie häufig.
Die Gelbe Skabiose gedeiht in Mitteleuropa in Trockenrasen, trockenen Wiesen, Böschungen, Bahndämmen und kommt selbst auf Schlackenhalden vor. Sie ist etwas kalkliebend und wächst von der collinen bis zur montanen Höhenstufe. Sie kommt in Pflanzengesellschaften der Verbände Cirsio-Brachypodion und Festucion valesiacae oder der Ordnung Agropyretalia vor.

## Taxonomie
Die Erstveröffentlichung von Scabiosa ochroleuca erfolgte 1753 durch Carl von Linné. Synonyme für Scabiosa ochroleuca L. sind: Scabiosa flavescens Griseb. & Schenk, Scabiosa scopolii Link, Scabiosa ochroleuca subsp. danubialis Velen., Scabiosa ochroleuca subsp. rhodopea Velen. Es sind keine Subtaxa mehr akzeptiert.

## Bilder

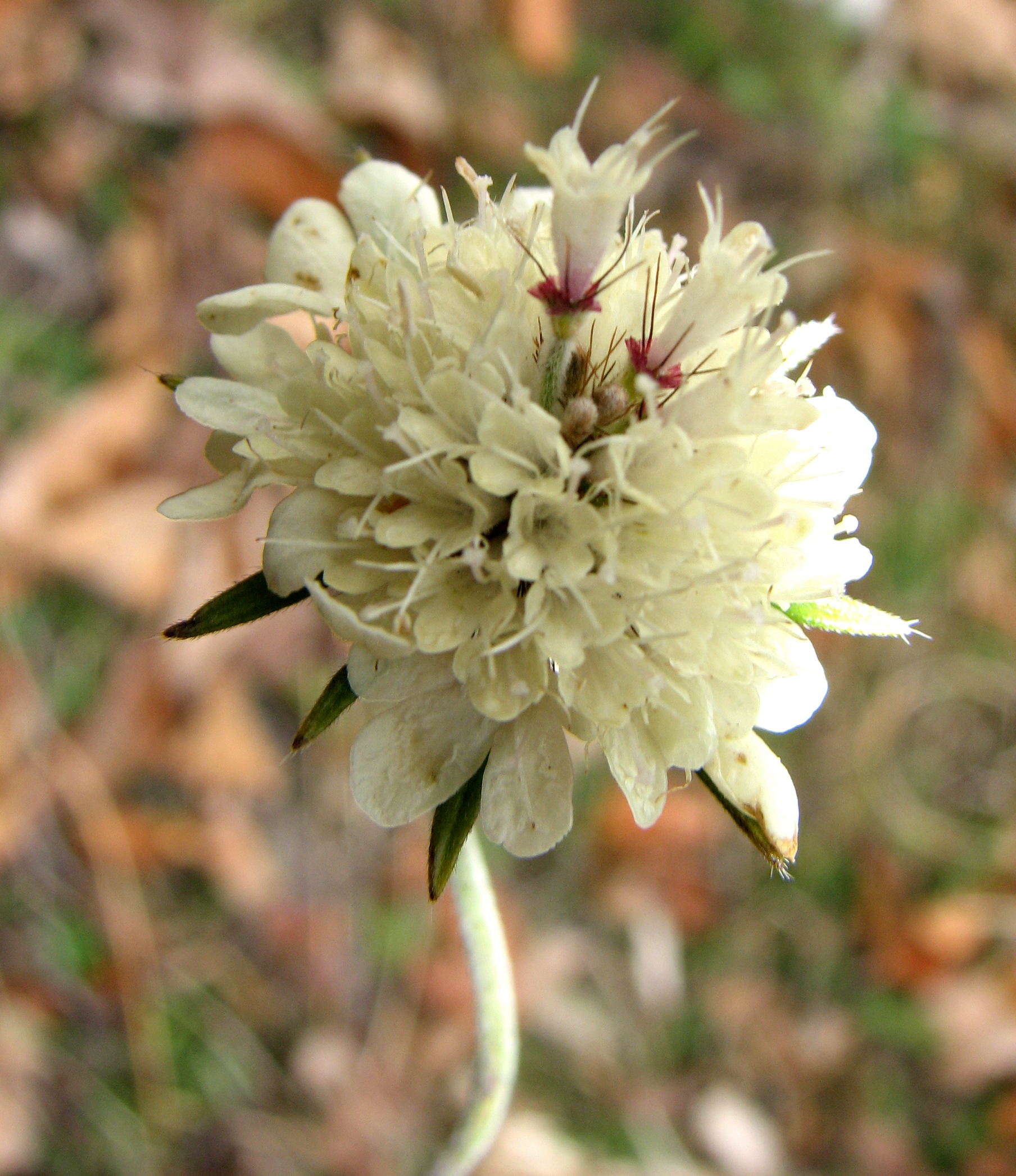
Gelbe Skabiose – Blüten mit fuchsroten Kelchzähnen
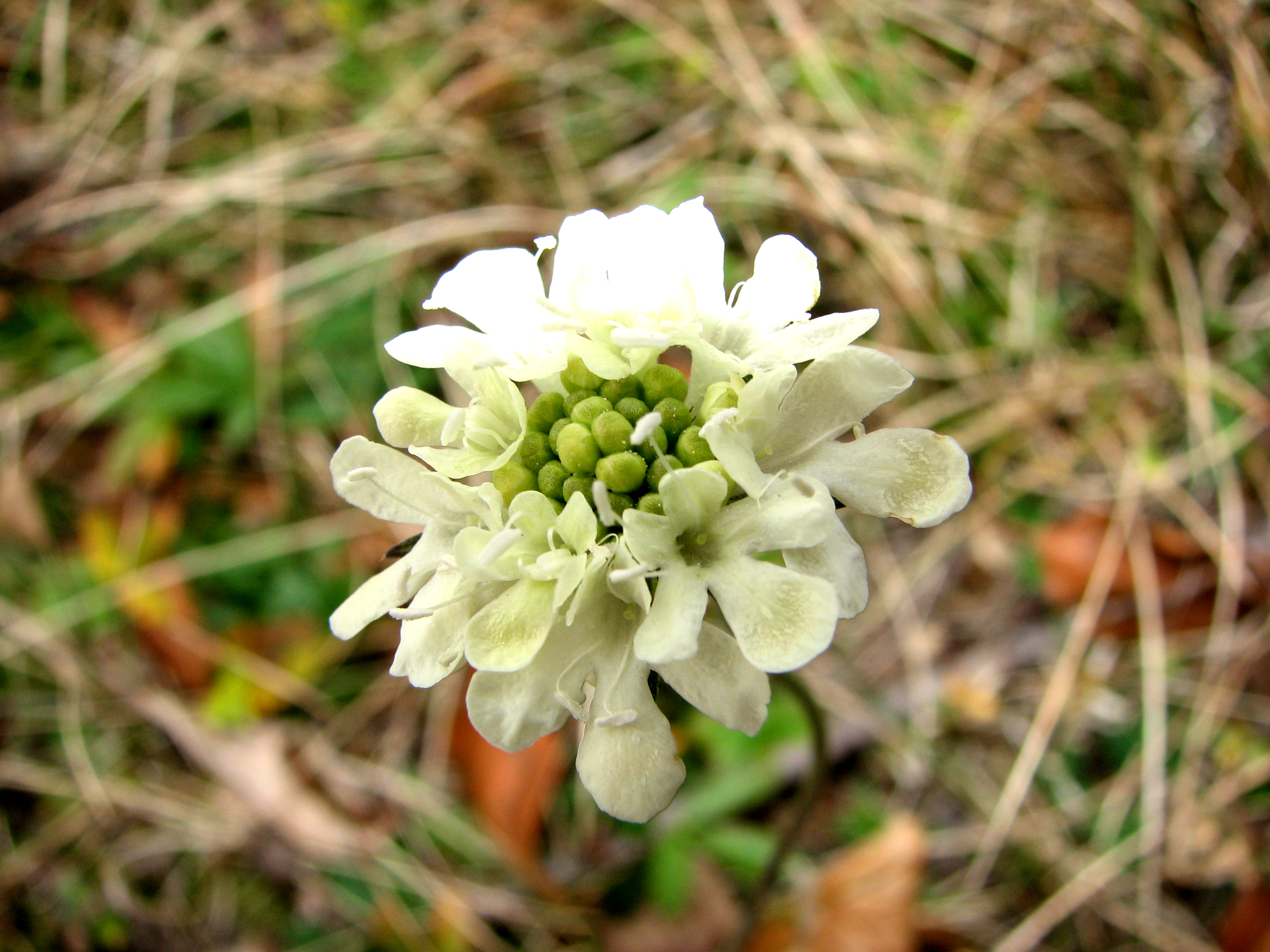
Gelbe Skabiose – männliche Phase der Blüten
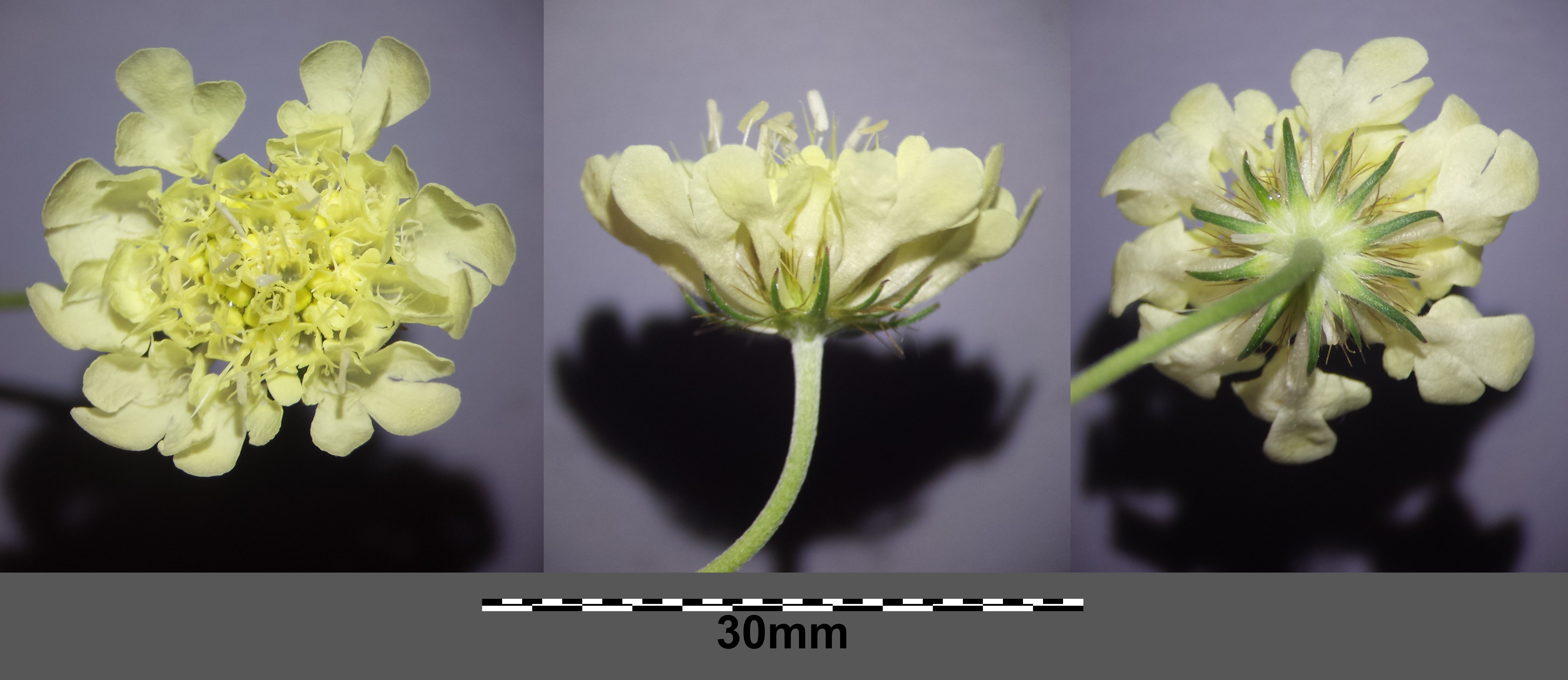
Köpfchenförmiger Blütenstand
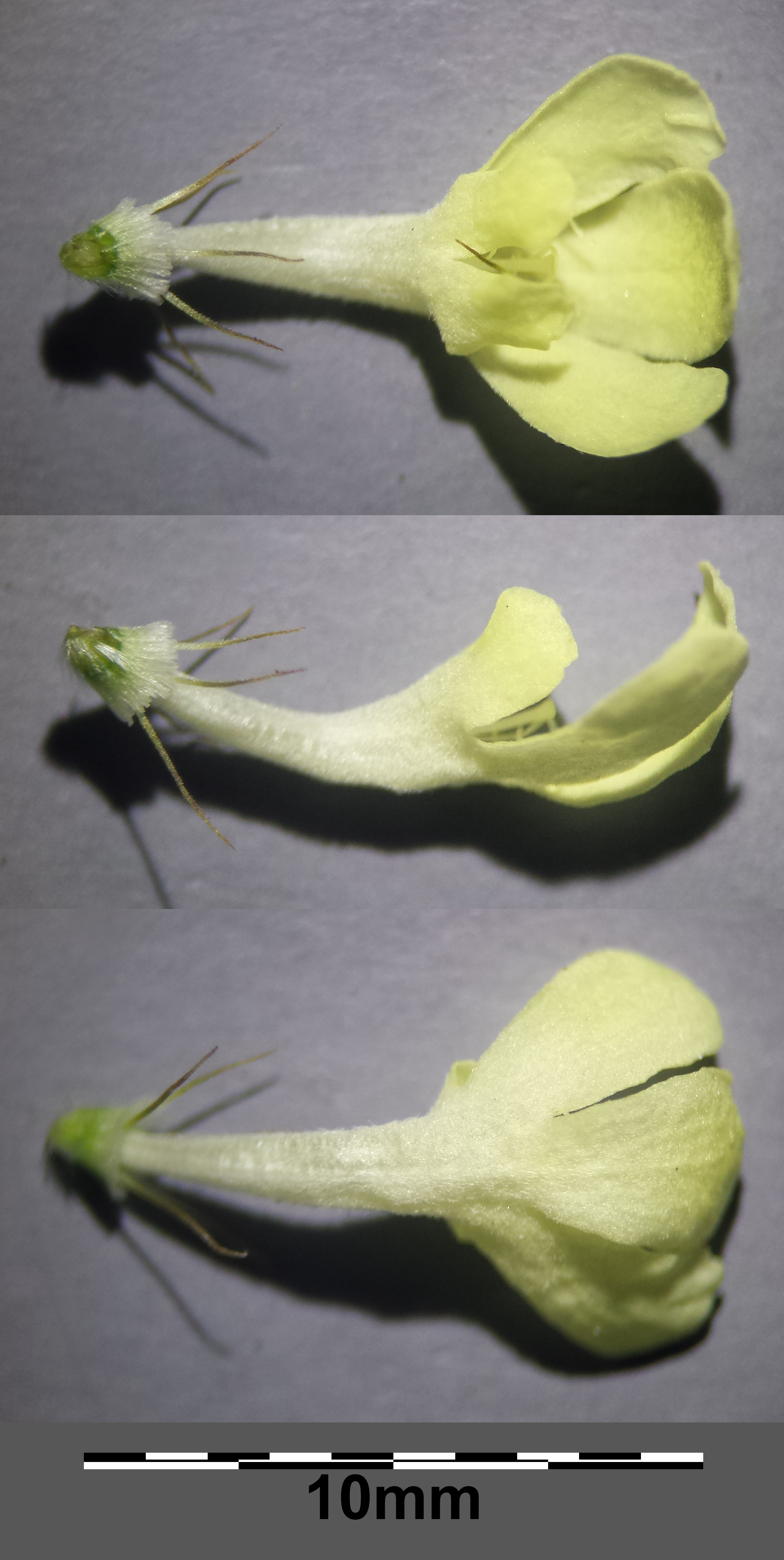
Isolierte Einzelblüte
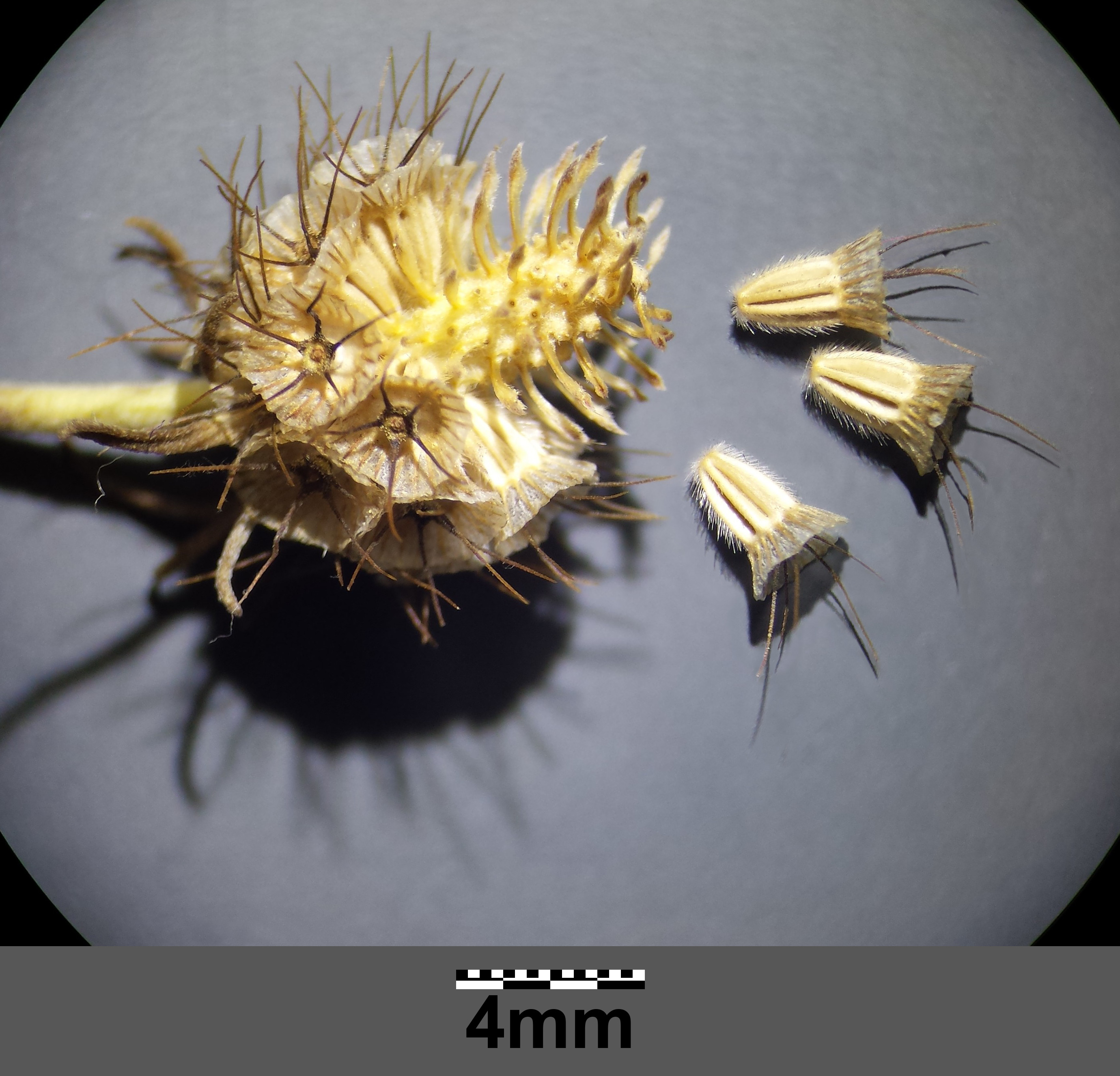
Fruchtstand mit abgelösten Früchten. Im Bereich der abgelösten Früchte sind die am Köpfchenboden zurückbleibenden Spreublätter zu sehen.
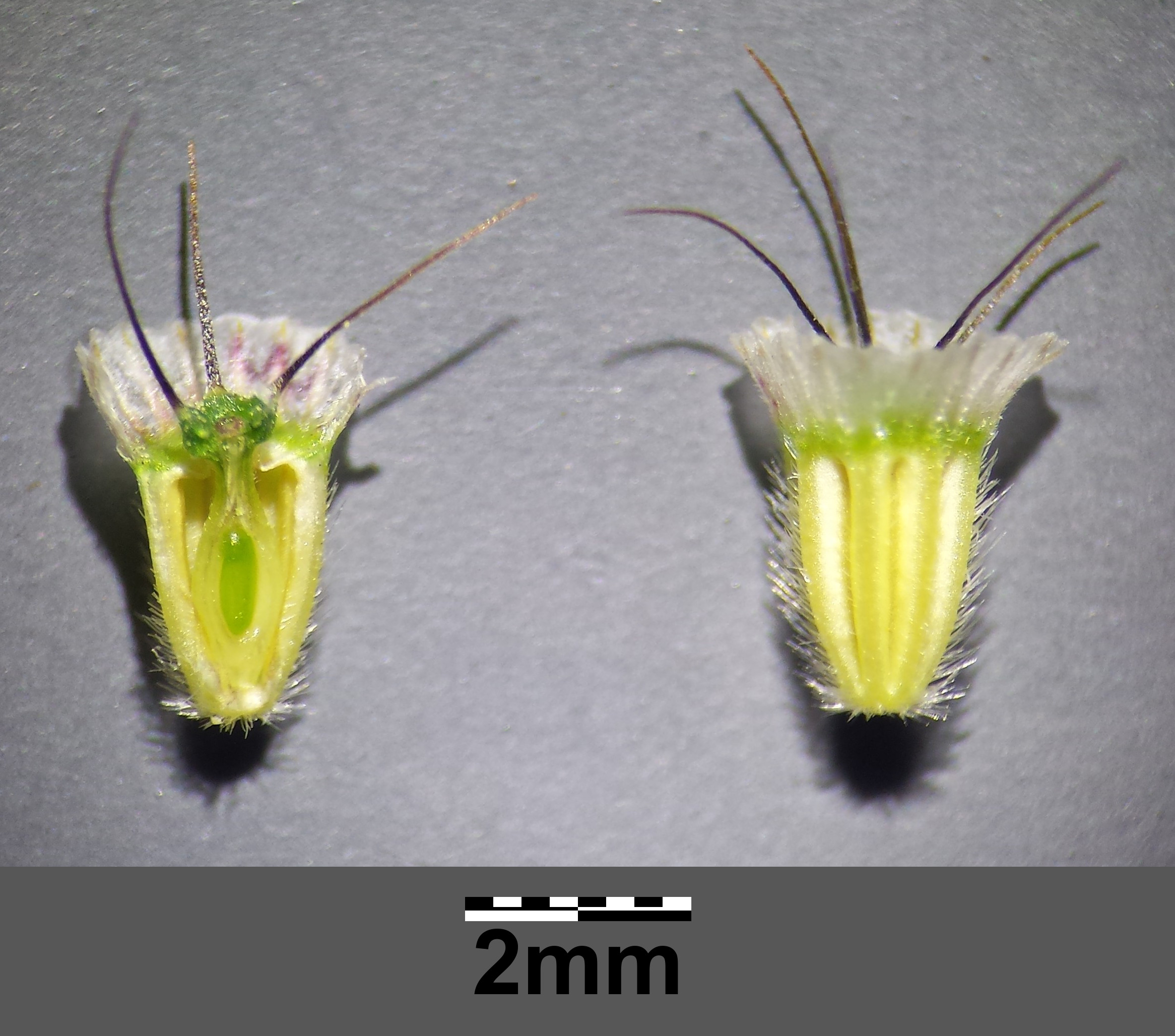
Junge Frucht im Längsschnitt und in Seitenansicht
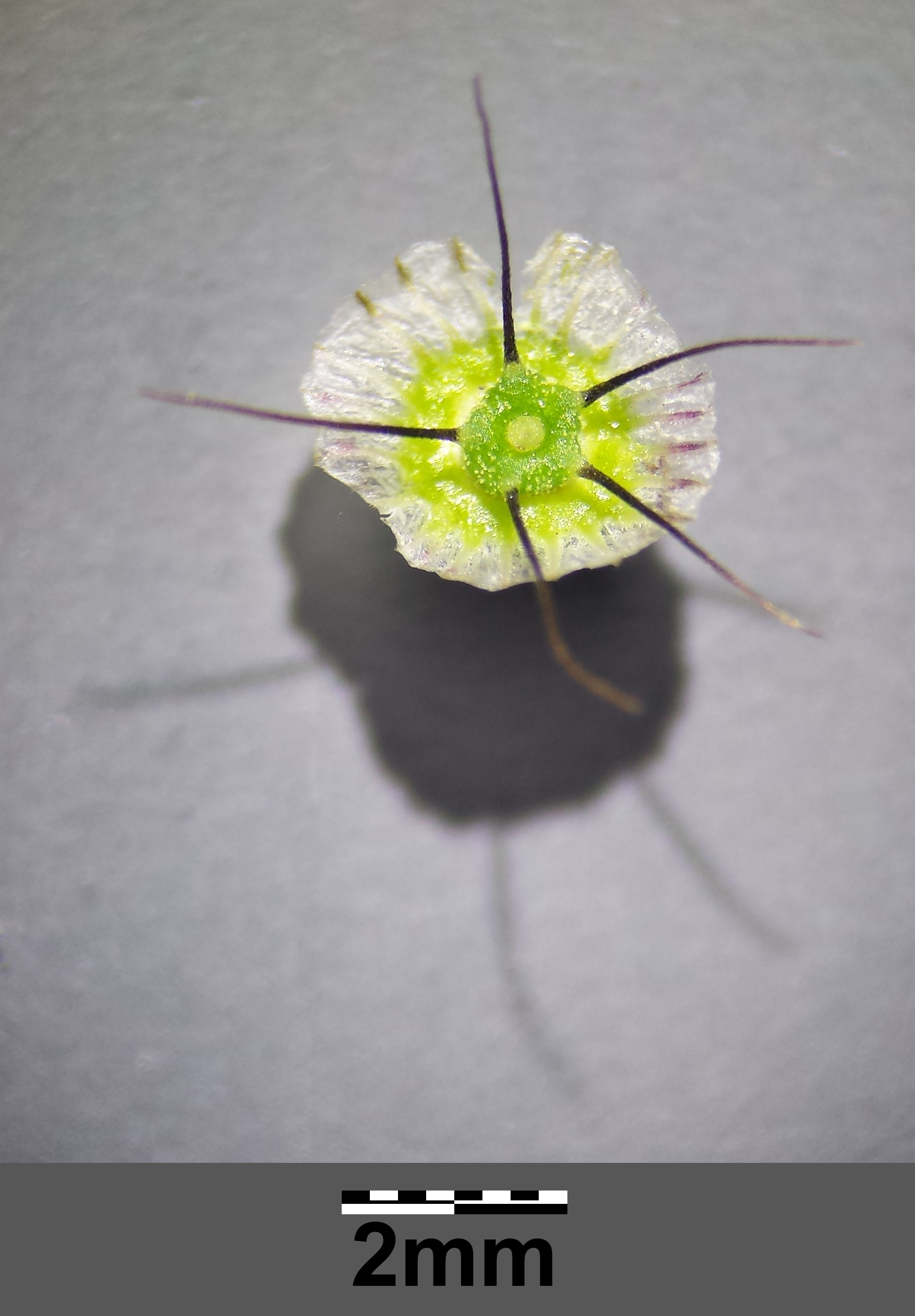
Junge Frucht mit den fünf Kelchborsten in Aufsicht